# Fútbol base del Real Madrid Club de Fútbol
El fútbol base del Real Madrid Club de Fútbol hace referencia a las categorías inferiores y de formación de fútbol del club, también conocidas en el argot deportivo con el término de cantera. En la actualidad la entidad cuenta con diecinueve equipos filiales —dieciséis masculinos y tres femenino— donde forma tanto futbolística como educacionalmente a los posibles futuros jugadores de las primeras plantillas, siendo considerada una de las mejores del mundo, como refleja el Centro Internacional para Estudios Deportivos (en inglés: International Centre for Sports Studies - CIES) al señalarla como la academia que produce más jugadores de primer nivel en Europa desde 2016. Tras la creación en 2020 del equipo femenino se incorporaron a la disciplina formativa del club sus equipos sénior, juvenil y cadete.
La estructura madridista —conocida popularmente en la actualidad como «La Fábrica»— tuvo sus inicios a principios de los años veinte, fecha en la que se da una primera forma a los equipos de formación, hasta entonces denominados segundos, terceros o infantiles equipos. La baja edad de los integrantes de las sociedades de fútbol, en la que algunos casos eran adolescentes, propiciaba que se reservase lo que hoy se conoce como cantera a la edad infante. Los segundos o terceros equipos quedaban a expensas del conformado como primer equipo de las sociedades, decidiendo el propio club quién conformaba cada cual, debiendo recordar que en la época todo socio integrante del club podía formar parte del equipo y muchos de ellos eran juveniles. Se tiene constancia de que en el año 1903, apenas regularizado el club, ya contaba con un equipo de dicha categoría que disputaba partidos frente a otros conjuntos.
Así pues, si bien es cierto que siempre hubo equipos inferiores en el seno del club, no fue hasta mitad de siglo cuando se regularizó la formación de futbolistas en el club teniendo como artífice de la instauración de las mismas de manera oficial a Miguel Malbo, motivo por el que antes de ser conocido con el sobrenombre actual era conocida como «El horno de Malbo».
Santiago Bernabéu, quien formó parte de las citadas divisiones inferiores del club, las formalizó y reformó a principios de los años cincuenta comenzando con la categoría juvenil, y a la que con el paso del tiempo fueron sumándose otras hasta la división de benjamines. Años después, el club construyó una Ciudad Deportiva donde poder forjar mejor a los futuros futbolistas, además de tener un espacio para los entrenamientos del primer equipo y para las diferentes secciones deportivas del club. Para el año 2005 el club trasladó su estructura formativa a la nueva Ciudad Deportiva de Valdebebas, que supuso una mejora en las instalaciones, tanto deportiva como tecnológicamente, que favoreció a la formación de los futuros jugadores. La construcción de una residencia inaugurada en la temporada 2013-14 supuso otra facilidad más para la integración y desarrollo de los mismos, entre los que se encuentran numerosos futbolistas de fuera de Madrid integrados en el nuevo recinto.
La supervisión, formación y dirección de la misma se encuentra desde 2020 a cargo de Manu Fernández, coordinada junto a Juni Calafat y Stefan Kohfahl, y los equipos técnicos, además de regular la captación tanto a nivel nacional como internacional de futuros jugadores. Cuenta con más de 270 futbolistas repartidos entre todas sus categorías, quienes hacen que esta sea una de las canteras más prolíficas de España.
Cabe destacar la labor que tuvo en el organigrama Ramón Martínez, quien durante décadas fuera el coordinador de las mismas hasta su ascenso como adjunto de la dirección general del club, a manos de José Ángel Sánchez.

## Historia

### Precedentes y contexto histórico
En la instauración del club se establecía que todo socio podía ser integrante del equipo deportivo siempre y cuando estuviese al corriente del pago de las cuotas y presentase el uniforme convenido como el titular para los encuentros. Así pues, además del considerado primer equipo, o equipo titular, se establecieron otros varios para cumplir con el derecho social. Estos segundos equipos disputaban igualmente partidos frente a otras sociedades, donde junto a los partidos del primer equipo y considerados los representativos, y los partidos amistosos tan habituales de la época, se establecía qué jugadores formaban cada equipo. La juventud de los integrantes era notable a principio de siglo, y en raros casos la edad deportiva iba más allá de la veintena. Por este motivo, solían formar los primeros equipos los jugadores más experimentados o veteranos, conformando el resto los más noveles para ir cogiendo experiencia y conocimiento de un deporte aún en desarrollo en España.
El madrileño fue uno de los clubes en el país que mayor número de aficionados y socios reunía, y por ende de donde nutrirse de futbolistas, siendo uno de los motivos de su rápido crecimiento y éxitos. Casi con la misma fecha, contaba con equipos de edad infantil y juvenil que sí pueden considerarse como los primeros equipos formativos. En ellos, por destacar a algún integrante, formó Santiago Bernabéu, quien a la postre fue integrante del primer equipo, además de tras conformar otros cargos en el club acabó siendo el presidente más influyente y recordado de la historia del club. Fue además, quien décadas después revolucionó el concepto del fútbol formativo tanto en la entidad como en España.
La cantera del club blanco —referida como tal a su cometido formativo tal como es interpretado en la actualidad— se complementaba en años sucesivos con convenios con distintos clubes de Madrid que le hicieran las funciones de fogueo y progresión de jóvenes futbolistas de los que nutrirse posteriormente, que se concretaron formalmente pocos años después como clubes asociados o filiales. Fue precisamente de uno de ellos acuerdos donde nacería oficialmente el Real Madrid Castilla Club de Fútbol, filial madridista, en los años setenta.
Antes, en la década de los años cincuenta —la considerada como la primera etapa dorada del club por sus éxitos y crecimiento tanto a nivel institucional como deportivo—, las formativas fueron formalizadas por el entonces presidente Santiago Bernabéu. Era una época en la que el buen rendimiento que daban sus pupilos a la entidad, tanto el entonces considerado primer equipo filial —la Agrupación Deportiva Plus Ultra, el principal club con el que mantenía el convenio y que se convirtió después en el ya mencionado Castilla C. F.— como los equipos de formación, dio con el nacimiento del denominado Real Madrid Aficionados formado por futbolistas amateur con los que el club podía contar para incorporar a su disciplina profesional. Fue el origen del que posteriormente sería el segundo filial del club, desaparecido en 2015, el Real Madrid Club de Fútbol "C". Asimismo, Bernabéu reestructuró y potenció la composición del fútbol formativo. Los hechos marcaron un antes y un después en el devenir de dichas categorías, y que se vio reforzado con la creación de unas instalaciones dedicadas a tal cometido, la Ciudad Deportiva del Real Madrid Club de Fútbol del Paseo de la Castellana. El complejo, que además daba cabida a las numerosas disciplinas deportivas con las que contaban los blancos, fue su principal motor. Desde entonces, las distintas categorías se mantienen como una base sólida para el futuro del club como ayuda y aporte de jugadores de los que poder nutrir al primer equipo.
Ya con equipos filiales y aficionados instaurados en la entidad, se dio un gran salto tras hacerse oficial a todos los efectos en 1972 la instauración oficial y dependiente de un primer equipo filial profesional. Los hechos se produjeron con motivo de la desaparición de la ya citada A. D. Plus Ultra, fecha en la que Bernabéu compró sus derechos federativos y el club pasó a denominarse oficialmente Castilla Club de Fútbol.
Años más tarde, en la temporada 1990-91 tras un decreto de la Real Federación Española de Fútbol se reestructura todo el organigrama filial a nivel nacional, adoptando estos equipos el mismo nombre, colores y escudo que el matriz, bajo el calificativo de equipos "B" o "C" según correspondiese.
Renombrados entonces los castillistas como Real Madrid Club de Fútbol "B" —que retomó su denominación original de Castilla en 2005—, es desde entonces el más importante de los equipos filiales del club, y antesala formativa antes de acceder al primer equipo. Este disputa desde 2021 la Primera División RFEF —tercera categoría del fútbol español y primera no profesional del país, es decir, no perteneciente a la Liga Nacional de Fútbol Profesional (LFP)— donde es uno de los campeones históricos de la misma, además de ser el mejor equipo filial de España atendiendo a éxitos y trayectoria histórica. En contraposición, el que fue el segundo equipo filial, el "C", logró su mejor clasificación histórica en la temporada 2012-13 al finalizar en la quinta posición de la extinta Segunda División "B".

### El forjador Miguel Malbo
El origen de las categorías inferiores del club tiene en su máxima figura al cordobés Miguel Malbo, quien de la mano del entonces presidente Santiago Bernabéu se incorpora en 1943 a la disciplina del club como director de la sección futbolística, y crea a comienzos de la década de los años cincuenta los equipos inferiores dentro del seno del club. Así, desde la categoría juvenil fue contando con una extensa cantera de la que poder nutrir a su primer equipo.
Exjugador del Real Madrid Aficionados, fue durante más de medio siglo el director de la cantera madridista —hoy conocida bajo el sobrenombre de «La Fábrica»—, así como de la sección de fútbol y debido a su gran labor el club organiza desde la temporada 2006-07 un trofeo de categoría cadete en su honor.
Fue una de las grandes figuras dentro del club, siendo muy querido por sus integrantes y el máximo artífice del crecimiento de la cantera como así dejó manifestado Isidoro San José, antiguo integrante de las citadas categorías inferiores y del primer equipo:

“En su día, fue una de las personas que más hizo por el Real Madrid y por lo que ha sido hasta ahora el Departamento de la Cantera. [...] Era una persona sencilla, que amaba el fútbol, que creía en los chicos jóvenes, en lo que nosotros estamos trabajando ahora. Eso fue el éxito que tuvo. Creer en eso y confiar en que los jugadores de la cantera son válidos son el porcentaje que mayor tiene de éxito”
Isidoro San José. 11 de junio de 2009. Madrid.

### Nacimiento de las grandes figuras
Bajo su dirección, la cantera madridista se convirtió en el mejor "vivero" de futbolistas de Europa, merced a los grandes resultados y la cantidad de futbolistas que llegaron a competir en las distintas ligas profesionales del mundo.
Bajo tales circunstancias, a la cantera madridista se la conoció con el sobrenombre de «El horno de Malbo», circunstancia que nunca fue del agrado de Manuel ya que le otorgaba un protagonismo que según él debía recaer en los muchachos y su equipo de trabajo. Fue además, junto José Luis Asenjo y José Alberto García el creador de otro de los grandes torneos que dieron impulso al fútbol de las categorías inferiores en España: el Torneo Social del Real Madrid Club de Fútbol, que fue posteriormente imitado por numerosos clubes europeos.

### Actualidad
La actualmente conocida como «La Fábrica» cuenta con aproximadamente 300 jugadores repartidos entre todas sus categorías, quienes hacen que esta sea una de las canteras de futbolistas más prolíficas de España. Esto es posible en gran medida gracias al proyecto llevado a cabo en 2005, cuando se trasladó la antigua Ciudad Deportiva —lugar habitual de formación— a Valdebebas, si bien la cultura de formación de jugadores está arraigada en el club desde sus inicios. El traslado al nuevo complejo deportivo sí supuso una mejora en las instalaciones, tanto deportiva como tecnológicamente, que favoreció a esa formación de los futuros jugadores. La construcción de una residencia inaugurada en la temporada 2013-14 supuso otra facilidad más para la integración y desarrollo de los mismos, especialmente entre los que recalan en el club desde fuera de Madrid.
Desde el año 2000 entre cinco y ocho jugadores del primer equipo fueron formados en las categorías inferiores del club, lo que supone un 25% de los jugadores de la plantilla. Esto supuso un incremento respecto al 10-15% existente en los años 1950-60, considerada como una de las mejores etapas del club y cuando se comenzaron a potenciar y mejorar estructuralmente las categorías inferiores. Es esa la base desde entonces; formar jugadores y reforzarlos con algunos de los considerados como mejores jugadores del momento.
Desde 2016 es la academia formativa que produce más jugadores de primer nivel en Europa, esto es, con presencia en los campeonatos denominados como el «big-5», y una de las referentes junto a la del Ajax de Ámsterdam y el Sporting de Lisboa si se amplía el scouting a todas las ligas del territorio continental. A fecha de 2021, un total de 43 futbolistas participan en el máximo nivel europeo, con un índice de valoración del 69,1% según CIES Football Observatory, datos mayores a los de cualquier otro club. La normativa de la UEFA establece que un jugador es canterano o de formación de un club si han formado parte del mismo (en cualquiera de sus equipos) en edad formativa durante al menos tres temporadas, entre los 15 y los 21 años. Puede darse el caso de que cumplieran ese requisito en el primer equipo, o en conjunto con algún filial. Además del trabajo de formación, es el club de Europa más centrado en contratar a jóvenes talentos, completando así su política de contar con los mejores jóvenes que aseguren en la mayoría de lo posible el futuro deportivo de la entidad. El complemento a los jóvenes es la de la contratación de alguna estrella o jugador consolidado en el panorama internacional que equilibre así la plantilla. Bajo esta premisa, adoptada más firmemente desde la llegada al club de Florentino Pérez, ha reportado grandes éxitos a la entidad para confirmarse como un acierto.
El trabajo del club no finaliza ahí, sino que continúa con su desarrollo formativo hasta su integración absoluta en el fútbol internacional. Ejemplo de ello son los brasileños Vinícius Júnior y Rodrygo Goes, llegados al club en edad formativa y por tanto canteranos, asentados en el máximo nivel, y dos de los jóvenes talentos del fútbol internacional con mayor experiencia y desarrollo en la élite, y con mayor valor de mercado. Pese a ello, es uno de los clubes más exigentes a nivel deportivo y el principal motivo por el que muchos de estos jóvenes talentos terminen fuera de España, lo que permite al club ser el de mayor influencia en las mencionadas grandes ligas, y al equipo filial ser el cuarto «club trampolín» de Europa como punto de partida para recalar en el «big-5». Esto indica el alto porcentaje de recalar en el fútbol de máximo nivel europeo de los canteranos madridistas.

## Organigrama
La dirección de la estructura formativa del club se encuentra desde 2020 a cargo de Manu Fernández, en sustitución de Ramón Martínez. Se encarga no solamente de las categorías formativas, sino de la organización de toda la estructura futbolística del club. En la coordinación de las inferiores trabaja junto a Juni Calafat, jefe de fútbol internacional y de captación. Cabe destacar la labor que tuvo en el organigrama Ramón Martínez, quien durante décadas fuera el coordinador de las mismas hasta su ascenso como adjunto de la dirección general del club, a manos de José Ángel Sánchez. La estructura deportiva a fecha de 2021 se encuentra organizada de la siguiente manera:
- Presidencia: Florentino Pérez
                ↳ Vicepresidencia: Fernando Fernández Tapias, Eduardo Fernández de Blas, Pedro López Jiménez
  - Dirección General: José Ángel Sánchez, Ramón Martínez (adjunto)
    - Dirección Fútbol: Manu Fernández
                        ↳ Dirección del primer equipo: Carlo Ancelotti
                        ↳ Dirección del equipo filial: Raúl González
      - Captación internacional: Juni Calafat

## Jugadores históricos
Entre los grandes nombres que salieron de la fructífera cantera bajo la dirección de Malbo, destacan algunos nombres como los de Pedro de Felipe —siendo este el primer jugador salido del citado Torneo Social—, Eduardo González, José Luis Peinado, Juan Planelles, Rafael Marañón, Mariano García Remón, José Fermín Gutiérrez, Vicente del Bosque, José Antonio Camacho, Poli Rincón, o a sus últimos descubrimientos como Alfonso Pérez, Julen Lopetegui, Paco Llorente, Adolfo Aldana o Sebastián Losada.
En la etapa más reciente del club sobresalen nombres como Miguel Porlán Chendo, Manolo Sanchís, Míchel González, Rafael Martín Vázquez, Emilio Butragueño, Raúl González, José María Guti, Iker Casillas o Juan Mata, por citar varios, como algunos de los futbolistas más laureados de la historia del club y considerados como algunos de los mejores futbolistas que ha dado el fútbol español.

### Jugadores formados en «La Fábrica»
A continuación se listan los futbolistas formados en las categorías inferiores del club y que han llegado, bien a la plantilla en el primer equipo del club o de algún otro, o que han llegado a debutar como jugadores profesionales en alguno de los sistemas de liga de Europa. En el apartado estadístico solo se muestran los goles y partidos logrados en las competiciones oficiales tras haber abandonado su etapa formativa, en la que se incluyen los conjuntos amateurs, caso del Real Madrid Aficionados.
Entre ellos cabe resaltar el nombre de Santiago Bernabéu, quien fue uno de los primeros juveniles que más tarde formarían parte del primer equipo. Además tras su retiro como jugador pasó a ser directivo y presidente del club, momento en el que impulsó una reforma social y deportiva de las bases formativas del club dotándolas de medios y carácter hasta convertirse en uno de los mejores centros de formación del mundo de futuros profesionales.
Asimismo, el madrileño Javier Portillo se convirtió durante los ocho años en los que formó parte de las categorías inferiores del club en su máximo goleador histórico al anotar más de 700 goles en su período formativo, siendo más de 400 de ellos oficiales desde que ingresase en la categoría infantil, superando a otros grandes goleadores de la cantera como Emilio Butragueño, Ismael Urzaiz, Alfonso Pérez o Raúl González. Este último, merece también ser destacado ya que es el jugador que más encuentros ha disputado como integrante del primer equipo con 741, y fue también hasta el año 2015 el que más goles anotó en la historia del club con 323 —mérito que aún posee contando únicamente los jugadores formados en el seno de la entidad—. Es además, el jugador formado en la cantera madridista que más partidos como profesional ha disputado en su carrera con un total de 939 desde que debutase el 3 de septiembre de 1994 en el entonces segundo equipo filial del club —el Real Madrid Club de Fútbol "C", en un partido frente al Club Deportivo Colonia Moscardó en el que anotó dos tantos— y hasta su retiro en 2015 en el New York Cosmos estadounidense.
En cuanto a títulos, el canterano Nacho Fernández cosechó un total de 23 campeonatos con el primer equipo, seguido por los 22 logrados por Manolo Sanchís y Dani Carvajal, y los 19 logrados por Iker Casillas.
 Datos actualizados a final de temporada 2021-22.
| \| Nombre \| Posición \| Nac. \| Carrera (Temp.) \| P.J. \| Gol \| Club de debut \| Club de retiro \| Estado \| \| ------------------------- \| -------------- \| ---- \| --------------- \| ---- \| ---- \| -------------------------- \| -------------------------- \| ---------- \| \| Santiago Bernabéu † \| Delantero \| 1895 \| 1914-27 (12) \| 79 \| 68 \| Madrid F. C. \| Real Madrid F. C. \| — \| \| José María Muñagorri † \| Delantero \| 1902 \| 1919-28 (9) \| 74 \| 10 \| Madrid F. C. \| Real Madrid F. C. \| — \| \| Juan Monjardín † \| Delantero \| 1903 \| 1918-29 (11) \| 74 \| 55 \| Madrid F. C. \| Real Madrid F. C. \| — \| \| Perico Escobal † \| Defensa \| 1903 \| 1921-34 (10) \| 81 \| 2 \| Real Madrid F. C. \| C. D. Logroño \| — \| \| Félix Quesada † \| Defensa \| 1902 \| 1922-36 (14) \| 245 \| 32 \| Real Madrid F. C. \| Madrid F. C. \| — \| \| Aurelio Campa † \| Defensa \| 1933 \| 1952-61 (9) \| 61 \| 0 \| Real Betis \| U. D. Las Palmas \| — \| \| Ramón Marsal † \| Centrocampista \| 1934 \| 1953-65 (12) \| 183 \| 55 \| Hércules C. F. \| C. F. Base Arabán \| — \| \| Enrique Mateos † \| Delantero \| 1934 \| 1954-71 (17) \| 273 \| 106 \| A. D. Plus Ultra \| C. D. Toluca-Santander \| — \| \| Juan Santisteban \| Centrocampista \| 1936 \| 1956-68 (12) \| 168 \| 7 \| Real Madrid C. F. \| Baltimore Bays \| Retirado \| \| Antonio Ruiz † \| Centrocampista \| 1937 \| 1956-70 (13) \| 238 \| 10 \| Real Madrid C. F. \| C. D. Castellón \| — \| \| Luis Aragonés † \| Centrocampista \| 1938 \| 1957-74 (17) \| 485 \| 229 \| Getafe Deportivo \| Atlético de Madrid \| — \| \| Fernando Serena † \| Centrocampista \| 1941 \| 1960-76 (16) \| 423 \| 56 \| A. D. Plus Ultra \| C. D. San Andrés \| — \| \| Manuel Velázquez † \| Centrocampista \| 1943 \| 1962-78 (16) \| 470 \| 74 \| A. D. Rayo Vallecano \| Toronto Metros-Croatia \| — \| \| Antonio Iznata † \| Delantero \| 1943 \| 1962-73 (11) \| 148 \| 48 \| C. A. Osasuna \| Gerona C. F. \| — \| \| Ramón Grosso † \| Delantero \| 1943 \| 1964-76 (12) \| 378 \| 78 \| Atlético de Madrid \| Real Madrid C. F. \| — \| \| Goyo Benito † \| Centrocampista \| 1946 \| 1966-82 (16) \| 420 \| 3 \| A. D. Rayo Vallecano \| Real Madrid C. F. \| — \| \| Toni Grande \| Centrocampista \| 1947 \| 1967-77 (10) \| ? \| ? \| A. D. Rayo Vallecano \| Granada C. F. \| Entrenador \| \| García Remón \| Guardameta \| 1950 \| 1970-86 (16) \| 242 \| -223 \| Real Oviedo \| Real Madrid C. F. \| Retirado \| \| García Hernández \| Centrocampista \| 1954 \| 1978-89 (11) \| 259 \| 49 \| Real Madrid C. F. \| U. D. Alzira \| Retirado \| \| Isidoro San José \| Defensa \| 1955 \| 1974-87 (13) \| 291 \| 7 \| Real Madrid C. F. \| R. C. D. Mallorca \| Retirado \| \| Ricardo Gallego \| Centrocampista \| 1957 \| 1977-92 (15) \| \| \| Castilla C. F. \| A. D. Rayo Vallecano \| Retirado \| \| Ángel Pérez \| Defensa \| 1957 \| 1978-92 (14) \| 434 \| 7 \| Castilla C. F. \| C. D. Roldán \| Retirado \| \| García Cortés \| Defensa \| 1958 \| 1978-93 (15) \| 485 \| 48 \| Castilla C. F. \| Rayo Vallecano \| Retirado \| \| Rafa Benítez \| Centrocampista \| 1960 \| 1979-86 (7) \| ? \| ? \| Castilla C. F. \| Linares C. F. \| Entrenador \| \| Míchel González \| Centrocampista \| 1963 \| 1981-97 (16) \| 708 \| 165 \| Castilla C. F. \| Atlético Celaya \| Entrenador \| \| Emilio Butragueño \| Delantero \| 1963 \| 1981-98 (17) \| 633 \| 240 \| Castilla C. F. \| Atlético Celaya \| Dirigente \| \| Miguel Porlán Chendo \| Defensa \| 1961 \| 1982-98 (16) \| 497 \| 3 \| Castilla C. F. \| Real Madrid C. F. \| Delegado \| \| Miguel Pardeza \| Delantero \| 1965 \| 1982-99 (17) \| 439 \| 107 \| Castilla C. F. \| Puebla F. C. \| Dirigente \| \| Manolo Sanchís \| Defensa \| 1965 \| 1983-01 (18) \| 720 \| 42 \| Castilla C. F. \| Real Madrid C. F. \| Retirado \| \| Rafael Martín Vázquez \| Centrocampista \| 1965 \| 1983-98 (15) \| 457 \| 55 \| Castilla C. F. \| Karlsruher S. C. \| Retirado \| \| Pepe Mel \| Delantero \| 1963 \| 1983-99 (16) \| 403 \| 166 \| Castilla C. F. \| Angers S. C. O. \| Entrenador \| \| Chucho Solana \| Defensa \| 1964 \| 1984-00 (16) \| 503 \| 11 \| Castilla C. F. \| Real Zaragoza \| Retirado \| \| José Aurelio Gay \| Centrocampista \| 1965 \| 1984-99 (15) \| 415 \| 59 \| Castilla C. F. \| C. D. Toledo \| Retirado \| \| Adolfo Aldana \| Centrocampista \| 1966 \| 1984-99 (15) \| 397 \| 82 \| Real Madrid Aficionados \| C. P. Mérida \| Retirado \| \| Sebastián Losada \| Delantero \| 1967 \| 1984-95 (11) \| 214 \| 65 \| Castilla C. F. \| R. C. Celta de Vigo \| Retirado \| \| Santi Aragón \| Centrocampista \| 1968 \| 1984-03 (19) \| 526 \| 58 \| Real Madrid Aficionados \| Real Zaragoza \| Retirado \| \| Julen Lopetegui \| Portero \| 1966 \| 1985-02 (17) \| 374 \| -492 \| Castilla C. F. \| Rayo Vallecano \| Entrenador \| \| Ismael Urzaiz \| Delantero \| 1971 \| 1989-08 (19) \| 576 \| 166 \| Castilla C. F. \| A. F. C. Ajax \| Retirado \| \| Alfonso Pérez \| Delantero \| 1972 \| 1989-05 (16) \| 402 \| 190 \| Castilla C. F. \| C. D. Leganés \| Retirado \| \| Víctor Fernández \| Delantero \| 1974 \| 1993-12 (19) \| 667 \| 190 \| Real Madrid C. F. "C" \| C. D. Leganés \| Entrenador \| \| Sandro Sierra \| Centrocampista \| 1974 \| 1992-08 (16) \| 403 \| 15 \| Real Madrid C. F. "B" \| Málaga C. F. \| Retirado \| \| Dani García Lara \| Delantero \| 1974 \| 1992-05 (13) \| 375 \| 83 \| Real Madrid C. F. "B" \| C. F. Rayo Majadahonda \| Retirado \| \| José María Gutiérrez Guti \| Centrocampista \| 1976 \| 1994-12 (17) \| 621 \| 103 \| Real Madrid C. F. "C" \| Beşiktaş J. K. \| Entrenador \| \| Álvaro Benito \| Centrocampista \| 1976 \| 1994-03 (9) \| 80 \| 7 \| Real Madrid C. F. "C" \| Getafe C. F. \| Entrenador \| \| Raúl González \| Delantero \| 1977 \| 1994-15 (21) \| 939 \| 404 \| Real Madrid C. F. "C" \| New York Cosmos \| Entrenador \| \| Iker Casillas \| Portero \| 1981 \| 1998-19 (21) \| 1011 \| -867 \| Real Madrid C. F. "C" \| F. C. Porto \| Retirado \| \| Javier Portillo \| Delantero \| 1982 \| 2000-16 (16) \| 458 \| 159 \| Real Madrid C. F. "C" \| Hércules de Alicante C. F. \| Retirado \| \| Iván Sánchez Riki \| Delantero \| 1980 \| 2000-16 (16) \| 401 \| 100 \| Real Madrid C. F. "C" \| C. D. Guadalajara \| Retirado \| \| Luis García \| Delantero \| 1981 \| 2000-19 (19) \| 707 \| 178 \| Real Madrid C. F. "C" \| K. A. S. Eupen \| Retirado \| \| Roberto Soldado \| Delantero \| 1985 \| 2000-23 (23) \| 698 \| 277 \| Real Madrid C. F. "C" \| Levante U. D. \| Retirado \| \| José Manuel Jurado \| Centrocampista \| 1986 \| 2002-20 (18) \| 561 \| 61 \| Real Madrid C. F. "B" \| Cádiz C. F. \| Retirado \| \| Álvaro Arbeloa \| Defensa \| 1983 \| 2003-17 (14) \| 453 \| 9 \| Real Madrid C. F. "B" \| West Ham United F. C. \| Dirigente \| \| Javi García \| Centrocampista \| 1987 \| 2004-22 (18) \| 571 \| 38 \| Real Madrid C. F. "B" \| Boavista F. C. \| Retirado \| \| Rubén de la Red \| Centrocampista \| 1985 \| 2004-10 (6) \| 175 \| 26 \| Real Madrid C. F. "B" \| Real Madrid C. F. \| Entrenador \| \| Kiko Casilla \| Portero \| 1986 \| 2004-Act. (19) \| 391 \| -482 \| Real Madrid C. F. "B" \| Getafe C. F. \| Activo \| \| Esteban Granero \| Centrocampista \| 1987 \| 2004-21 (17) \| 482 \| 43 \| Real Madrid C. F. "C" \| Marbella F. C. \| Retirado \| \| Javier Velayos \| Defensa \| 1987 \| 2006-17 (11) \| 234 \| 4 \| Real Madrid Castilla C. F. \| A. S. A. Târgu Mureș \| Retirado \| \| José Callejón \| Delantero \| 1987 \| 2006-Act. (17) \| 631 \| 137 \| Real Madrid Castilla C. F. \| Granada C. F. \| Activo \| \| Alberto Lora \| Defensa \| 1987 \| 2006-Act. (17) \| 390 \| 17 \| Real Sporting de Gijón \| Marino de Luanco \| Activo \| \| Juan Mata \| Centrocampista \| 1988 \| 2006-Act. (17) \| 633 \| 139 \| Real Madrid Castilla C. F. \| Vissel Kobe \| Activo \| \| Marcos Alonso \| Defensa \| 1990 \| 2008-Act. (15) \| 403 \| 42 \| Real Madrid Castilla C. F. \| F. C. Barcelona \| Activo \| \| Nacho Fernández \| Defensa \| 1990 \| 2008-Act. (15) \| 387 \| 19 \| Real Madrid Castilla C. F. \| Real Madrid C. F. \| Activo \| \| Denís Chéryshev \| Centrocampista \| 1990 \| 2008-Act. (15) \| 331 \| 45 \| Real Madrid Castilla C. F. \| Valencia C. F. \| Activo \| \| Rodrigo Moreno \| Delantero \| 1991 \| 2009-Act. (14) \| 443 \| 126 \| Real Madrid C. F. "C" \| Leeds United F. C. \| Activo \| \| Lucas Vázquez \| Centrocampista \| 1991 \| 2010-Act. (13) \| 427 \| 51 \| Real Madrid C. F. "C" \| Real Madrid C. F. \| Activo \| \| Álex Fernández \| Centrocampista \| 1992 \| 2010-Act. (13) \| 384 \| 42 \| Real Madrid Castilla C. F. \| Cádiz C. F. \| Activo \| \| Dani Carvajal \| Defensa \| 1992 \| 2010-Act. (13) \| 435 \| 11 \| Real Madrid Castilla C. F. \| Real Madrid C. F. \| Activo \| \| Álvaro Morata \| Delantero \| 1992 \| 2010-Act. (13) \| 497 \| 183 \| Real Madrid Castilla C. F. \| Atlético de Madrid \| Activo \| \| Fernando Pacheco \| Portero \| 1992 \| 2011-Act. (12) \| 304 \| -393 \| Real Madrid C. F. \| U. D. Almería \| Activo \| \| Raphaël Varane * \| Defensa \| 1993 \| 2010-Act. (13) \| 414 \| 20 \| R. C. Lens \| Manchester United F. C. \| Activo \| \| Jesé Rodríguez \| Delantero \| 1993 \| 2011-Act. (12) \| 314 \| 74 \| Real Madrid Castilla C. F. \| U. D. Las Palmas \| Activo \| \| Mariano Díaz \| Delantero \| 1993 \| 2011-Act. (12) \| 215 \| 84 \| C. F. Badalona \| Real Madrid C. F. \| Activo \| \| Diego Llorente \| Defensa \| 1993 \| 2012-Act. (11) \| 293 \| 20 \| Real Madrid C. F. "C" \| Leeds United F. C. \| Activo \| \| Raúl de Tomás \| Delantero \| 1994 \| 2012-Act. (11) \| 316 \| 129 \| Real Madrid Castilla C. F. \| Rayo Vallecano \| Activo \| \| Álvaro Medrán \| Centrocampista \| 1994 \| 2012-Act. (11) \| 279 \| 38 \| Real Madrid C. F. "C" \| Al-Taawoun F. C. \| Activo \| \| Gonzalo Melero \| Centrocampista \| 1994 \| 2013-Act. (10) \| 280 \| 50 \| Real Madrid C. F. "C" \| Levante U. D. \| Activo \| \| Marcos Llorente \| Centrocampista \| 1995 \| 2014-Act. (9) \| 261 \| 25 \| Real Madrid C. F. "C" \| Atlético de Madrid \| Activo \| \| Enzo Zidane \| Centrocampista \| 1995 \| 2014-Act. (9) \| 189 \| 16 \| Real Madrid C. F. "C" \| C. F. Fuenlabrada \| Activo \| \| Mario Hermoso \| Defensa \| 1995 \| 2014-Act. (9) \| 252 \| 11 \| Real Madrid C. F. "C" \| Atlético de Madrid \| Activo \| \| Martin Ødegaard \| Centrocampista \| 1998 \| 2014-Act. (9) \| 278 \| 40 \| Strømsgodset I. F. \| Arsenal F. C. \| Activo \| \| Aleix Febas \| Centrocampista \| 1996 \| 2015-Act. (8) \| 250 \| 18 \| Real Madrid Castilla C. F. \| Málaga C. F. \| Activo \| \| Sergio Reguilón \| Centrocampista \| 1996 \| 2015-Act. (8) \| 218 \| 15 \| U. D. Logroñés \| Atlético de Madrid \| Activo \| \| Borja Mayoral \| Delantero \| 1997 \| 2015-Act. (8) \| 236 \| 64 \| Real Madrid Castilla C. F. \| Getafe C. F. \| Activo \| \| Fede Valverde \| Centrocampista \| 1998 \| 2015-Act. (8) \| 218 \| 9 \| C. A. Peñarol \| Real Madrid C. F. \| Activo \| \| Luca Zidane \| Portero \| 1998 \| 2016-Act. (7) \| 113 \| -120 \| Real Madrid C. F. "C" \| U. D. Almería \| Activo \| \| Achraf Hakimi \| Defensa \| 1998 \| 2016-Act. (7) \| 207 \| 27 \| Real Madrid Castilla C. F. \| París Saint-Germain F. C. \| Activo \| \| Óscar Rodríguez \| Centrocampista \| 1998 \| 2017-Act. (6) \| 162 \| 21 \| Real Madrid Castilla C. F. \| R. C. Celta de Vigo \| Activo \| \| Vinícius Júnior \| Delantero \| 2000 \| 2018-Act. (5) \| 246 \| 55 \| C. R. Flamengo \| Real Madrid C. F. \| Activo \| Indicados en negrita los jugadores en activo. Resaltados jugadores bajo disciplina del club. |                |      |                 |      |      |                            |                            |            |
| Nombre | Posición       | Nac. | Carrera (Temp.) | P.J. | Gol  | Club de debut              | Club de retiro             | Estado     |
| Santiago Bernabéu † | Delantero      | 1895 | 1914-27 (12)    | 79   | 68   | Madrid F. C.               | Real Madrid F. C.          | —          |
| José María Muñagorri † | Delantero      | 1902 | 1919-28 (9)     | 74   | 10   | Madrid F. C.               | Real Madrid F. C.          | —          |
| Juan Monjardín † | Delantero      | 1903 | 1918-29 (11)    | 74   | 55   | Madrid F. C.               | Real Madrid F. C.          | —          |
| Perico Escobal † | Defensa        | 1903 | 1921-34 (10)    | 81   | 2    | Real Madrid F. C.          | C. D. Logroño              | —          |
| Félix Quesada † | Defensa        | 1902 | 1922-36 (14)    | 245  | 32   | Real Madrid F. C.          | Madrid F. C.               | —          |
| Aurelio Campa † | Defensa        | 1933 | 1952-61 (9)     | 61   | 0    | Real Betis                 | U. D. Las Palmas           | —          |
| Ramón Marsal † | Centrocampista | 1934 | 1953-65 (12)    | 183  | 55   | Hércules C. F.             | C. F. Base Arabán          | —          |
| Enrique Mateos † | Delantero      | 1934 | 1954-71 (17)    | 273  | 106  | A. D. Plus Ultra           | C. D. Toluca-Santander     | —          |
| Juan Santisteban | Centrocampista | 1936 | 1956-68 (12)    | 168  | 7    | Real Madrid C. F.          | Baltimore Bays             | Retirado   |
| Antonio Ruiz † | Centrocampista | 1937 | 1956-70 (13)    | 238  | 10   | Real Madrid C. F.          | C. D. Castellón            | —          |
| Luis Aragonés † | Centrocampista | 1938 | 1957-74 (17)    | 485  | 229  | Getafe Deportivo           | Atlético de Madrid         | —          |
| Fernando Serena † | Centrocampista | 1941 | 1960-76 (16)    | 423  | 56   | A. D. Plus Ultra           | C. D. San Andrés           | —          |
| Manuel Velázquez † | Centrocampista | 1943 | 1962-78 (16)    | 470  | 74   | A. D. Rayo Vallecano       | Toronto Metros-Croatia     | —          |
| Antonio Iznata † | Delantero      | 1943 | 1962-73 (11)    | 148  | 48   | C. A. Osasuna              | Gerona C. F.               | —          |
| Ramón Grosso † | Delantero      | 1943 | 1964-76 (12)    | 378  | 78   | Atlético de Madrid         | Real Madrid C. F.          | —          |
| Goyo Benito † | Centrocampista | 1946 | 1966-82 (16)    | 420  | 3    | A. D. Rayo Vallecano       | Real Madrid C. F.          | —          |
| Toni Grande | Centrocampista | 1947 | 1967-77 (10)    | ?    | ?    | A. D. Rayo Vallecano       | Granada C. F.              | Entrenador |
| García Remón | Guardameta     | 1950 | 1970-86 (16)    | 242  | -223 | Real Oviedo                | Real Madrid C. F.          | Retirado   |
| García Hernández | Centrocampista | 1954 | 1978-89 (11)    | 259  | 49   | Real Madrid C. F.          | U. D. Alzira               | Retirado   |
| Isidoro San José | Defensa        | 1955 | 1974-87 (13)    | 291  | 7    | Real Madrid C. F.          | R. C. D. Mallorca          | Retirado   |
| Ricardo Gallego | Centrocampista | 1957 | 1977-92 (15)    |      |      | Castilla C. F.             | A. D. Rayo Vallecano       | Retirado   |
| Ángel Pérez | Defensa        | 1957 | 1978-92 (14)    | 434  | 7    | Castilla C. F.             | C. D. Roldán               | Retirado   |
| García Cortés | Defensa        | 1958 | 1978-93 (15)    | 485  | 48   | Castilla C. F.             | Rayo Vallecano             | Retirado   |
| Rafa Benítez | Centrocampista | 1960 | 1979-86 (7)     | ?    | ?    | Castilla C. F.             | Linares C. F.              | Entrenador |
| Míchel González | Centrocampista | 1963 | 1981-97 (16)    | 708  | 165  | Castilla C. F.             | Atlético Celaya            | Entrenador |
| Emilio Butragueño | Delantero      | 1963 | 1981-98 (17)    | 633  | 240  | Castilla C. F.             | Atlético Celaya            | Dirigente  |
| Miguel Porlán Chendo | Defensa        | 1961 | 1982-98 (16)    | 497  | 3    | Castilla C. F.             | Real Madrid C. F.          | Delegado   |
| Miguel Pardeza | Delantero      | 1965 | 1982-99 (17)    | 439  | 107  | Castilla C. F.             | Puebla F. C.               | Dirigente  |
| Manolo Sanchís | Defensa        | 1965 | 1983-01 (18)    | 720  | 42   | Castilla C. F.             | Real Madrid C. F.          | Retirado   |
| Rafael Martín Vázquez | Centrocampista | 1965 | 1983-98 (15)    | 457  | 55   | Castilla C. F.             | Karlsruher S. C.           | Retirado   |
| Pepe Mel | Delantero      | 1963 | 1983-99 (16)    | 403  | 166  | Castilla C. F.             | Angers S. C. O.            | Entrenador |
| Chucho Solana | Defensa        | 1964 | 1984-00 (16)    | 503  | 11   | Castilla C. F.             | Real Zaragoza              | Retirado   |
| José Aurelio Gay | Centrocampista | 1965 | 1984-99 (15)    | 415  | 59   | Castilla C. F.             | C. D. Toledo               | Retirado   |
| Adolfo Aldana | Centrocampista | 1966 | 1984-99 (15)    | 397  | 82   | Real Madrid Aficionados    | C. P. Mérida               | Retirado   |
| Sebastián Losada | Delantero      | 1967 | 1984-95 (11)    | 214  | 65   | Castilla C. F.             | R. C. Celta de Vigo        | Retirado   |
| Santi Aragón | Centrocampista | 1968 | 1984-03 (19)    | 526  | 58   | Real Madrid Aficionados    | Real Zaragoza              | Retirado   |
| Julen Lopetegui | Portero        | 1966 | 1985-02 (17)    | 374  | -492 | Castilla C. F.             | Rayo Vallecano             | Entrenador |
| Ismael Urzaiz | Delantero      | 1971 | 1989-08 (19)    | 576  | 166  | Castilla C. F.             | A. F. C. Ajax              | Retirado   |
| Alfonso Pérez | Delantero      | 1972 | 1989-05 (16)    | 402  | 190  | Castilla C. F.             | C. D. Leganés              | Retirado   |
| Víctor Fernández | Delantero      | 1974 | 1993-12 (19)    | 667  | 190  | Real Madrid C. F. "C"      | C. D. Leganés              | Entrenador |
| Sandro Sierra | Centrocampista | 1974 | 1992-08 (16)    | 403  | 15   | Real Madrid C. F. "B"      | Málaga C. F.               | Retirado   |
| Dani García Lara | Delantero      | 1974 | 1992-05 (13)    | 375  | 83   | Real Madrid C. F. "B"      | C. F. Rayo Majadahonda     | Retirado   |
| José María Gutiérrez Guti | Centrocampista | 1976 | 1994-12 (17)    | 621  | 103  | Real Madrid C. F. "C"      | Beşiktaş J. K.             | Entrenador |
| Álvaro Benito | Centrocampista | 1976 | 1994-03 (9)     | 80   | 7    | Real Madrid C. F. "C"      | Getafe C. F.               | Entrenador |
| Raúl González | Delantero      | 1977 | 1994-15 (21)    | 939  | 404  | Real Madrid C. F. "C"      | New York Cosmos            | Entrenador |
| Iker Casillas | Portero        | 1981 | 1998-19 (21)    | 1011 | -867 | Real Madrid C. F. "C"      | F. C. Porto                | Retirado   |
| Javier Portillo | Delantero      | 1982 | 2000-16 (16)    | 458  | 159  | Real Madrid C. F. "C"      | Hércules de Alicante C. F. | Retirado   |
| Iván Sánchez Riki | Delantero      | 1980 | 2000-16 (16)    | 401  | 100  | Real Madrid C. F. "C"      | C. D. Guadalajara          | Retirado   |
| Luis García | Delantero      | 1981 | 2000-19 (19)    | 707  | 178  | Real Madrid C. F. "C"      | K. A. S. Eupen             | Retirado   |
| Roberto Soldado | Delantero      | 1985 | 2000-23 (23)    | 698  | 277  | Real Madrid C. F. "C"      | Levante U. D.              | Retirado   |
| José Manuel Jurado | Centrocampista | 1986 | 2002-20 (18)    | 561  | 61   | Real Madrid C. F. "B"      | Cádiz C. F.                | Retirado   |
| Álvaro Arbeloa | Defensa        | 1983 | 2003-17 (14)    | 453  | 9    | Real Madrid C. F. "B"      | West Ham United F. C.      | Dirigente  |
| Javi García | Centrocampista | 1987 | 2004-22 (18)    | 571  | 38   | Real Madrid C. F. "B"      | Boavista F. C.             | Retirado   |
| Rubén de la Red | Centrocampista | 1985 | 2004-10 (6)     | 175  | 26   | Real Madrid C. F. "B"      | Real Madrid C. F.          | Entrenador |
| Kiko Casilla | Portero        | 1986 | 2004-Act. (19)  | 391  | -482 | Real Madrid C. F. "B"      | Getafe C. F.               | Activo     |
| Esteban Granero | Centrocampista | 1987 | 2004-21 (17)    | 482  | 43   | Real Madrid C. F. "C"      | Marbella F. C.             | Retirado   |
| Javier Velayos | Defensa        | 1987 | 2006-17 (11)    | 234  | 4    | Real Madrid Castilla C. F. | A. S. A. Târgu Mureș       | Retirado   |
| José Callejón | Delantero      | 1987 | 2006-Act. (17)  | 631  | 137  | Real Madrid Castilla C. F. | Granada C. F.              | Activo     |
| Alberto Lora | Defensa        | 1987 | 2006-Act. (17)  | 390  | 17   | Real Sporting de Gijón     | Marino de Luanco           | Activo     |
| Juan Mata | Centrocampista | 1988 | 2006-Act. (17)  | 633  | 139  | Real Madrid Castilla C. F. | Vissel Kobe                | Activo     |
| Marcos Alonso | Defensa        | 1990 | 2008-Act. (15)  | 403  | 42   | Real Madrid Castilla C. F. | F. C. Barcelona            | Activo     |
| Nacho Fernández | Defensa        | 1990 | 2008-Act. (15)  | 387  | 19   | Real Madrid Castilla C. F. | Real Madrid C. F.          | Activo     |
| Denís Chéryshev | Centrocampista | 1990 | 2008-Act. (15)  | 331  | 45   | Real Madrid Castilla C. F. | Valencia C. F.             | Activo     |
| Rodrigo Moreno | Delantero      | 1991 | 2009-Act. (14)  | 443  | 126  | Real Madrid C. F. "C"      | Leeds United F. C.         | Activo     |
| Lucas Vázquez | Centrocampista | 1991 | 2010-Act. (13)  | 427  | 51   | Real Madrid C. F. "C"      | Real Madrid C. F.          | Activo     |
| Álex Fernández | Centrocampista | 1992 | 2010-Act. (13)  | 384  | 42   | Real Madrid Castilla C. F. | Cádiz C. F.                | Activo     |
| Dani Carvajal | Defensa        | 1992 | 2010-Act. (13)  | 435  | 11   | Real Madrid Castilla C. F. | Real Madrid C. F.          | Activo     |
| Álvaro Morata | Delantero      | 1992 | 2010-Act. (13)  | 497  | 183  | Real Madrid Castilla C. F. | Atlético de Madrid         | Activo     |
| Fernando Pacheco | Portero        | 1992 | 2011-Act. (12)  | 304  | -393 | Real Madrid C. F.          | U. D. Almería              | Activo     |
| Raphaël Varane * | Defensa        | 1993 | 2010-Act. (13)  | 414  | 20   | R. C. Lens                 | Manchester United F. C.    | Activo     |
| Jesé Rodríguez | Delantero      | 1993 | 2011-Act. (12)  | 314  | 74   | Real Madrid Castilla C. F. | U. D. Las Palmas           | Activo     |
| Mariano Díaz | Delantero      | 1993 | 2011-Act. (12)  | 215  | 84   | C. F. Badalona             | Real Madrid C. F.          | Activo     |
| Diego Llorente | Defensa        | 1993 | 2012-Act. (11)  | 293  | 20   | Real Madrid C. F. "C"      | Leeds United F. C.         | Activo     |
| Raúl de Tomás | Delantero      | 1994 | 2012-Act. (11)  | 316  | 129  | Real Madrid Castilla C. F. | Rayo Vallecano             | Activo     |
| Álvaro Medrán | Centrocampista | 1994 | 2012-Act. (11)  | 279  | 38   | Real Madrid C. F. "C"      | Al-Taawoun F. C.           | Activo     |
| Gonzalo Melero | Centrocampista | 1994 | 2013-Act. (10)  | 280  | 50   | Real Madrid C. F. "C"      | Levante U. D.              | Activo     |
| Marcos Llorente | Centrocampista | 1995 | 2014-Act. (9)   | 261  | 25   | Real Madrid C. F. "C"      | Atlético de Madrid         | Activo     |
| Enzo Zidane | Centrocampista | 1995 | 2014-Act. (9)   | 189  | 16   | Real Madrid C. F. "C"      | C. F. Fuenlabrada          | Activo     |
| Mario Hermoso | Defensa        | 1995 | 2014-Act. (9)   | 252  | 11   | Real Madrid C. F. "C"      | Atlético de Madrid         | Activo     |
| Martin Ødegaard | Centrocampista | 1998 | 2014-Act. (9)   | 278  | 40   | Strømsgodset I. F.         | Arsenal F. C.              | Activo     |
| Aleix Febas | Centrocampista | 1996 | 2015-Act. (8)   | 250  | 18   | Real Madrid Castilla C. F. | Málaga C. F.               | Activo     |
| Sergio Reguilón | Centrocampista | 1996 | 2015-Act. (8)   | 218  | 15   | U. D. Logroñés             | Atlético de Madrid         | Activo     |
| Borja Mayoral | Delantero      | 1997 | 2015-Act. (8)   | 236  | 64   | Real Madrid Castilla C. F. | Getafe C. F.               | Activo     |
| Fede Valverde | Centrocampista | 1998 | 2015-Act. (8)   | 218  | 9    | C. A. Peñarol              | Real Madrid C. F.          | Activo     |
| Luca Zidane | Portero        | 1998 | 2016-Act. (7)   | 113  | -120 | Real Madrid C. F. "C"      | U. D. Almería              | Activo     |
| Achraf Hakimi | Defensa        | 1998 | 2016-Act. (7)   | 207  | 27   | Real Madrid Castilla C. F. | París Saint-Germain F. C.  | Activo     |
| Óscar Rodríguez | Centrocampista | 1998 | 2017-Act. (6)   | 162  | 21   | Real Madrid Castilla C. F. | R. C. Celta de Vigo        | Activo     |
| Vinícius Júnior | Delantero      | 2000 | 2018-Act. (5)   | 246  | 55   | C. R. Flamengo             | Real Madrid C. F.          | Activo     |

Nota: existen casos como el de Raphaël Varane, que pese a no haber jugado en categorías inferiores del club, sí son considerados canteranos del club según normativa UEFA. Esto es, jugadores que han formado parte del club (en cualquiera de sus equipos) en edad formativa durante al menos tres temporadas, entre los 15 y los 21 años. Puede darse el caso de que cumplieran ese requisito en el primer equipo, o en conjunto con algún filial, como los casos citados.

## Equipos filiales
En el verano de 2015 se suprimió el Real Madrid Club de Fútbol "C" —segundo equipo filial del club— en una reestructuración de las categorías inferiores. El que se iniciase en 1952 como un club amateur consiguió coronarse seis veces consecutivas con el Campeonato de España de Aficionados como hecho más relevante de su historia, así como alcanzar la fase de los octavos de final en la Copa del Rey de la temporada 1986-87. En el momento de su desaparición militaba en la Tercera División, dejando al Real Madrid Castilla Club de Fútbol como único equipo profesional del club previo a la primera plantilla.

### Real Madrid Castilla C. F.
El Real Madrid Castilla Club de Fútbol, antiguo Real Madrid Club de Fútbol "B", es el primer equipo filial del club.
Fundado en 1930 con el nombre de Agrupación Deportiva Plus Ultra, pasaría a llamarse Castilla Club de Fútbol en 1972. En 2005, para celebrar el retorno a segunda división, recupería ese nombre, que usó hasta 1991, cuando la Real Federación Española de Fútbol (RFEF) obligó a cambiar los nombres de los filiales en concordancia con sus equipos matrices.
El antiguo Castilla poseía un escudo propio (con las iniciales de Castilla Club de Fútbol, sin la corona real, exclusiva del primer equipo) que no se ha conseguido recuperar de momento, ya que el filial sigue usando el escudo del primer equipo debido a esa normativa. En la temporada 2004-05 subió después de 14 años a la Segunda División, y tras obtener unos buenos resultados consiguió la permanencia. Sin embargo, descendió a la Segunda División "B" en la campaña 2006-07 donde permaneció hasta retornar a la Segunda División en la temporada 2012-13, categoría donde ha permanecido más tiempo desde su debut en 1949-50, con un total de 32 temporadas.
Actualmente milita en la Primera Federación.
En la Segunda División. El equipo posee dos récords únicos, el de único club militante de la Segunda División de España en disputar una competición europea en España, la Recopa de Europa, en la temporada 1980-81 donde sería eliminado en 1/32 de final, siendo también el único filial europeo en disputarla; y ser el único equipo filial en disputar una final de Copa del Rey. Todos ellos son inigualables al no estar ya permitidas tales circunstancias.
A raíz de su clasificación para la Recopa de Europa por su papel en la anterior Copa del Rey donde fue subcampeón tras enfrentarse al primer equipo del Real Madrid C. F., tanto la UEFA como la RFEF modificaron las normativas, para evitar que cualquier otro club filial pudiese participar tanto en competición nacional como internacional, a excepción de la Liga que le corresponda, siempre en divisiones inferiores a la de su primer equipo. El sistema se diferencia del resto de Europa, donde los equipos filiales disputan su propia Liga independiente del resto de equipos.

### Real Madrid C. F. "B" Femenino
El conocido como sénior femenino, es el primer equipo filial femenino del club.
Fundado al igual que el resto de categorías femeninas en 2020, estuvieron dirigidas en su primera temporada por Miguel Ángel Sopuerta, y la plantilla estuvo compuesta por Andrea Rodríguez en la portería, Alba Masa, Ale Gómez, Bea Mosquera, Carlota Garcimartín, Laura Ogando, María Portolés y Clara Rodríguez en la defensa, Marina Salas, Nerea Pérez, Cristina Sallent, Patri Gómez, Isabel Olmedo e Irene García en el centro del campo, y Sara Martín, Marina Sedano, Patri Díaz, Ariana Arias y Belén Muñoz en la delantera.
Su debut en partido oficial se produjo el 15 de noviembre de 2020, con la disputa de la primera jornada de la Preferente Femenina de Madrid frente al Club Atlético de Pinto. El partido finalizó con un resultado favorable de 2-8, en la que fue también su primera victoria. Las goleadoras del equipo fueron la juvenil Carla Camacho con dos goles, e Irene García, Patri Díaz, Paula Partido —juvenil—, Isabel Olmedo, Alba Masa y Marina Sedano con uno. Con la excepción de la penúltima jornada del campeonato, donde registró un empate, el resto de sus encuentros los saldó con victoria, y finalizó como campeón de la categoría con 127 goles a favor y tan sólo 11 en contra. La mencionada jornada 2 aplazada, fue donde consiguió su mejor resultado con un 18-0 frente a la Escuela de Fútbol Arganda. En el registro anotador destacaron Sara Martín, Marina Sedano, Ariana Arias y Carla Camacho con 22, 21, 18 y 11 goles respectivamente.
Por consiguiente, para la temporada 2021-22 disputaron la Primera Nacional Femenina de España —tercera categoría del país—, y su primer encuentro fue frente al Torrelodones Club de Fútbol. Este finalizó con un resultado desfavorable de 0-1, la que fue la primera derrota de su historia.

## Equipos de formación
El club además del R. M. Castilla Club de Fútbol y del sénior femenino, cuenta con las siguientes categorías inferiores o equipos de formación:

### Juveniles
- Juvenil "A" (sub-19). Actualmente disputa la División de Honor Juvenil - "Grupo V".[57]
- Juvenil "B" (sub-18). Actualmente disputa la Liga Nacional Juvenil - "Grupo 12".[58]
- Juvenil "C" (sub-17). Actualmente disputa la Primera División Autonómica Juvenil - "Grupo 1".[59]
- Juvenil Femenino (sub-19). Actualmente disputa la Preferente Femenina Juvenil - "Grupo 1".[60] Subcampeón de liga 2020-21.

### Cadetes
- Cadete "A" (sub-16). Actualmente disputa la Primera División Autonómica Cadete en el "Grupo 1".[61]
  - Campeón de la Nike Cup 2013.
  - Campeón de Liga Preferente 2014-15, 2015-16.[62]
- Cadete "B" (sub-15). Actualmente disputa la Primera División Autonómica Cadete en el "Grupo 2".[63]
  - Campeón de Liga Preferente 2012-13, 2013-14, 2014-15, 2015-16.[64][65][66]
- Cadete Femenino (sub-16). Actualmente disputa la Preferente Femenina Cadete en el "Grupo 1".[67] Debutó el 15 de noviembre frente a la Agrupación Deportiva La Meca de Rivas con una victoria por 0-8.[51] Subcampeón de liga 2020-21.

### Infantiles
- Infantil "A" (sub-14). Actualmente disputa la División de Honor Infantil de Madrid en el "Grupo 1".[68]
  - Campeón de Liga División de Honor 2012-13,[64] 2015-16.[69]
- Infantil "B" (sub-13). Actualmente disputa la División de Honor Infantil de Madrid en el "Grupo 2".[68]

### Alevines
- Alevín "A" (sub-12). Actualmente disputa la Primera División Autonómica Alevín - "Grupo 1".[70]
  - Campeón de la Liga Autonómica 2012-13, 2013-14.[71][65]
- Alevín "B" (sub-11). Actualmente disputa la Primera División Autonómica Alevín - "Grupo 2".[70]
  - Campeón de la Liga Autonómica 2012-13.[72]

### Benjamines
- Benjamín "A" (sub-10). Actualmente disputan la Liga de Fútbol 7 Benjamín de Madrid en el "Grupo 26", en su modalidad de Fútbol-7.[73]
  - Campeón de la Liga de fútbol 7 2012-13, 2013-14, 2014-15, 2015-16.[74][65][66]
  - Subcampeón del Torneo de Campeones 2012-13.[75]
- Benjamín "B" (sub-9). Actualmente disputan la Liga de Fútbol 7 Benjamín de Madrid en el "Grupo 26", en su modalidad de Fútbol-7.[73]
  - Campeón de la Liga de fútbol 7 2012-13, 2013-14, 2014-15, 2015-16.[76][77]
- Prebenjamín (sub-8).
  - Campeón de la Liga Prebenjamín 2012-13, 2013-14, 2014-15, 2015-16.[78]
  - Campeón del Torneo de Campeones 2012-13, 2015-16.[75][79]

## Fútbol Draft

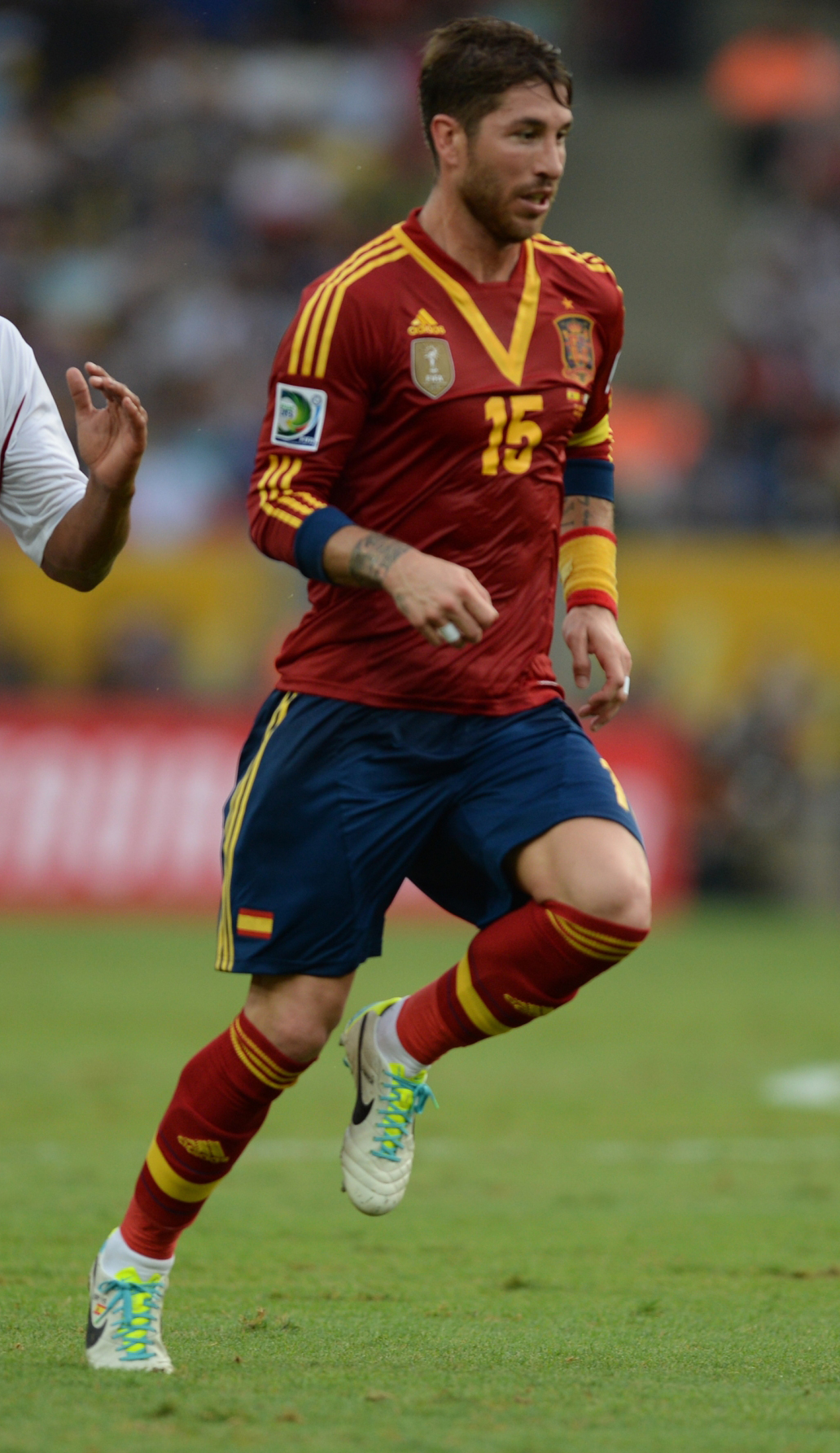
Sergio Ramos, uno de los futbolistas más premiados.

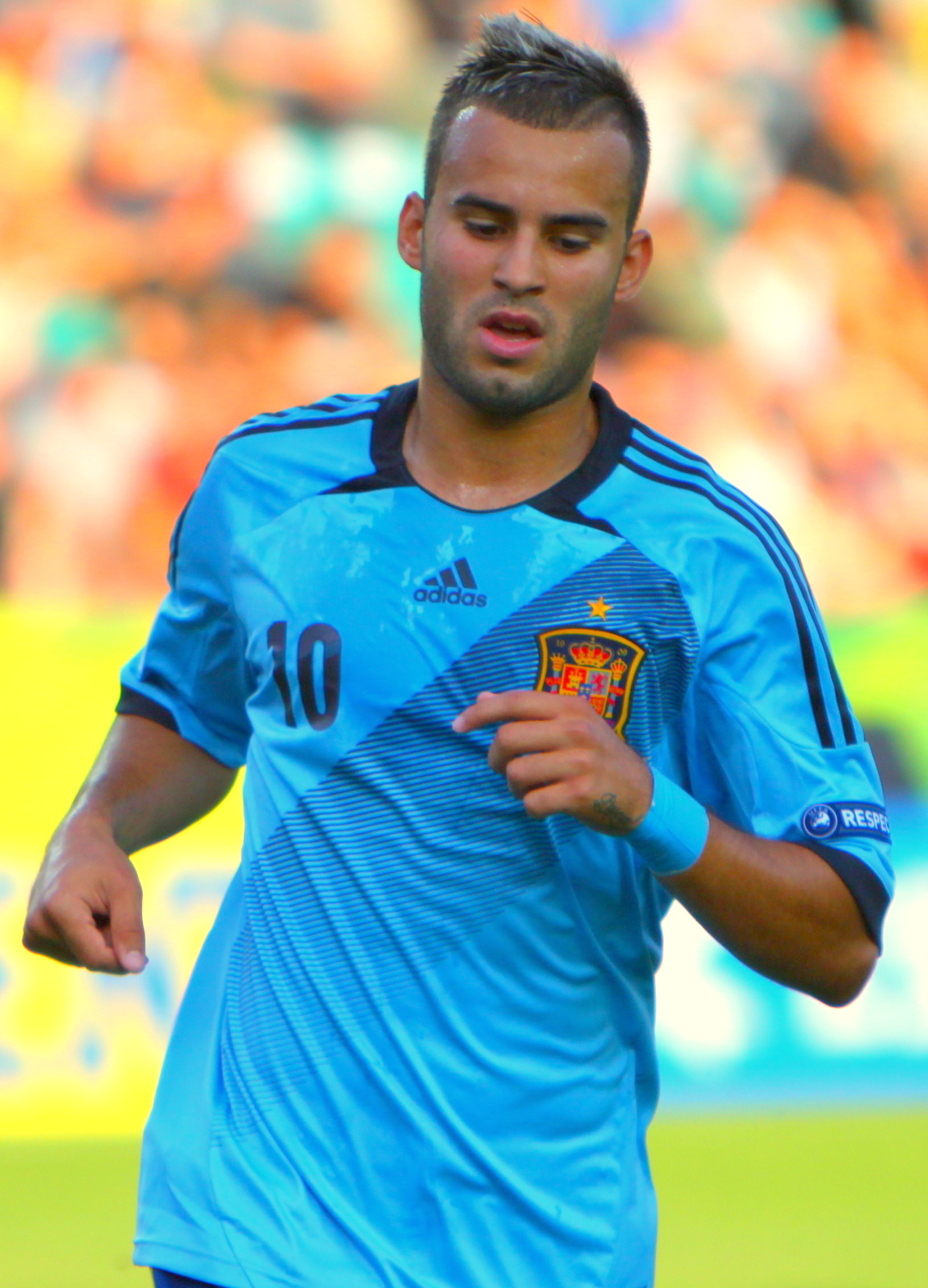
Jesé R., futbolista canterano del club más galardonado.

A comienzos de cada año y desde su instauración en el año 2006, el comité técnico de Fútbol Draft elige a los 132 mejores canteranos españoles, de edades comprendidas entre los dieciséis y los veinte años. De esta lista inicial el comité técnico en las sucesivas reuniones que se celebran durante el año, va realizando descartes en la lista de candidatos, en función de las capacidades, progresión y rendimiento mostrado por los elegidos. Tras los sucesivos cortes, la lista inicial se reduce a los treinta y tres elegidos que componen el once de oro, plata y bronce.
La gala final tuvo lugar en el Estadio Santiago Bernabéu en seis ediciones, siendo reemplazada en sus últimas ediciones por la Ciudad del Fútbol de Las Rozas.
Desde entonces la cantera madridista y los jugadores del primer equipo y filiales menores de veinte años han sido unos de los más galardonados.
Finalistas 2020-21: Misa Rodríguez, Teresa Abelleira, Olga Carmona, Lucía Rodríguez, Athenea del Castillo y Lorena Navarro en el equipo femenino, Maite Oroz  y Diego Altube, Antonio Blanco, Sergio Arribas, Víctor Chust, Carlos Dotor, Mario Gila, Miguel Gutiérrez, Juanmi Latasa, Marvin Park, Pablo Ramón, Sergio Santos  y Luis López Toni Fuidias Vinicius Tobías Fran García Brahim Díaz Reinier Jesús Lucas Cañizares Fran González  Rafael Obrador Edgar Pujol Mario Martín Rielves Manuel Ángel Marvelous Antolín Gonzalo García Torres Noel López Iker Bravo Théo Zidane Chema Andrés Youssef Enríquez Lorenzo Aguado Daniel Yañez Jacobo Ramón Raúl Asencio Álvaro Rodríguez Jeremy De León Diego Aguado Sergio Mestre Nico Paz César Palacios Pérez Roberto Martín David Jiménez Mario Rivas Jesús Fortea y Javier Hernández Carrera Adrián De la Fuente Peter González Vinicius Júnior Rodrygo Silva Álvaro Fidalgo y  en el masculino.
| Jugador | Once de oro  | Once de plata | Once de bronce   |
| --- | ------------ | ------------- | ---------------- |
| Jesús Vallejo | 2016 *, 2017 | 2015 *        |                  |
| Sergio Ramos | 2006, 2007   |               |                  |
| Borja Mayoral | 2016, 2017   |               |                  |
| Marco Asensio | 2016         | 2015 *        |                  |
| Jesé Rodríguez | 2014         |               | 2011, 2012, 2013 |
| Álvaro Morata | 2013         |               | 2011, 2012       |
| Antonio Adán | 2006         |               |                  |
| Roberto Soldado | 2006         |               |                  |
| Miguel Torres | 2007         |               |                  |
| Esteban Granero | 2008 *       |               |                  |
| Sergio Canales | 2011         |               |                  |
| Fernando Pacheco | 2012         |               |                  |
| Diego Llorente | 2014         |               |                  |
| Óscar Rodríguez | 2019 *       |               |                  |
| Fran García | 2020         |               |                  |
| Misa Rodríguez | 2020         |               |                  |
| Maite Oroz | 2020         |               |                  |
| Javi García |              | 2006, 2007    |                  |
| Juan Mata |              | 2006, 2007    |                  |
| Alberto Bueno |              | 2007, 2009    |                  |
| Derik Osede |              | 2013, 2014    |                  |
| Brahim Díaz |              | 2019, 2020    |                  |
| Dani Parejo |              | 2009          | 2008             |
| José Rodríguez |              | 2014          | 2015 *           |
| José Manuel Jurado |              | 2006          |                  |
| Juanfran Torres |              | 2006          |                  |
| José Callejón |              | 2008          |                  |
| Nacho Fernández |              | 2011          |                  |
| Juan Carlos Pérez |              | 2011          |                  |
| Pablo Sarabia |              |               | 2009, 2010, 2011 |
| Álex Fernández |              |               | 2011, 2012, 2013 |
| Felipe Ramos |              |               | 2009             |
| Tomás Mejías |              |               | 2010             |
| Joselu Mato |              |               | 2010             |
| Dani Carvajal |              |               | 2012             |
| Raúl de Tomás |              |               | 2013             |
| Hugo Vallejo |              |               | 2019 *           |
| Hugo Duro |              |               | 2020             |
| Nota *: jugador galardonado mientras estaba cedido en otro club. En negrita jugadores en la disciplina actual del club. En cursiva jugadores en activo. |              |               |                  |